# Viens jouer avec nous
Viens jouer avec nous ist ein französischer Sprachkurs in Form einer 39-teilige Fernsehserie, der vom Bayerischen Fernsehen produziert wurde und sich an Kinder ab fünf Jahren richtet. Die Marionetten-Kinder Marc und Sarah erleben kindgerechte Geschichten, die vom Marionettenspieler Jacques Pineau kommentiert werden. Außerdem treten die beiden echten Kinder Barthélémy (Barthélémy Chapelet) und Vanessa (Vanessa Dane) sowie Zeichentrickfiguren auf. Alle Protagonisten singen zusammen französische Lieder.

## Bücher
- Francine Gaudray, Ghyslaine Lagarde-Sailer: Viens Jouer Avec Nous – Level 1: Livre D'Accompagnement 1, Clé Internat., 1987, ISBN 2-19-033320-2
  - Hueber Verlag, 1987, ISBN 3-19-003210-6
- Francine Gaudray, Ghyslaine Lagarde-Sailer: Viens Jouer Avec Nous – Level 2: Livre D'Accompagnement 2, Clé Internat., 1988, ISBN 2-19-033321-0
  - Hueber Verlag, 1988, ISBN 3-19-003213-0
- Viens jouer avec nous!. Handbuch für Eltern und Sprachvermittler, dipa-Verl., Frankfurt am Main, 1988, ISBN 3-7638-0442-0